# Simultankirche (Brauneberg)
Die Simultankirche in Brauneberg ist eine barocke Saalkirche, die 1775 bis 1777 als Simultankirche errichtet wurde. 1956 wurde zwischen Langhaus und Chor eine Mauer eingezogen, um gleichzeitige Gottesdienste beider Konfessionen zu ermöglichen. Der ehemalige Chor ist nun evangelisch, das Langhaus katholisch. Der Turm und die Glocken gehören beiden Gemeinden zusammen. Da sich diese auch verpflichtet haben, das äußere Bild der Kirche in einer einheitlichen Form zu bewahren, ist die Teilung der Kirche von außen nicht erkennbar.

## Geschichte
Eine Kirche in Dusemond (der frühere Name von Brauneberg) wurde erstmals 1086 genannt. Der Ort gehörte zur Grafschaft Veldenz, in der Pfalzgraf Ludwig II. 1523 die Reformation einführte. Die mittelalterliche Kirche war kleiner als die heutige und stand in Nord-Süd-Richtung dicht an der heutigen Kirchstraße. 1928 stieß man beim Bau der Wasserleitung auf ihre Fundamente und zahlreiche Gräber des früheren Friedhofs.
Während des Dreißigjährigen Kriegs wurde durch die Besitzergreifung Kurtriers die Pfarrstelle von 1627 bis 1648 durch einen katholischen Geistlichen besetzt. Durch den Westfälischen Frieden wurde Pfalzgraf Leopold Ludwig wieder in seine Rechte als Landesherr eingesetzt und die Pfarrstelle ab 1649 wieder mit dem lutherischen Geistlichen Johann Konrad Happel besetzt. Dieser zog aber schon 1650 ins benachbarte Mülheim, sodass ab diesem Zeitpunkt die Kirche in Brauneberg als Filialkirche der Kirchengemeinde Mülheim zu betrachten ist.

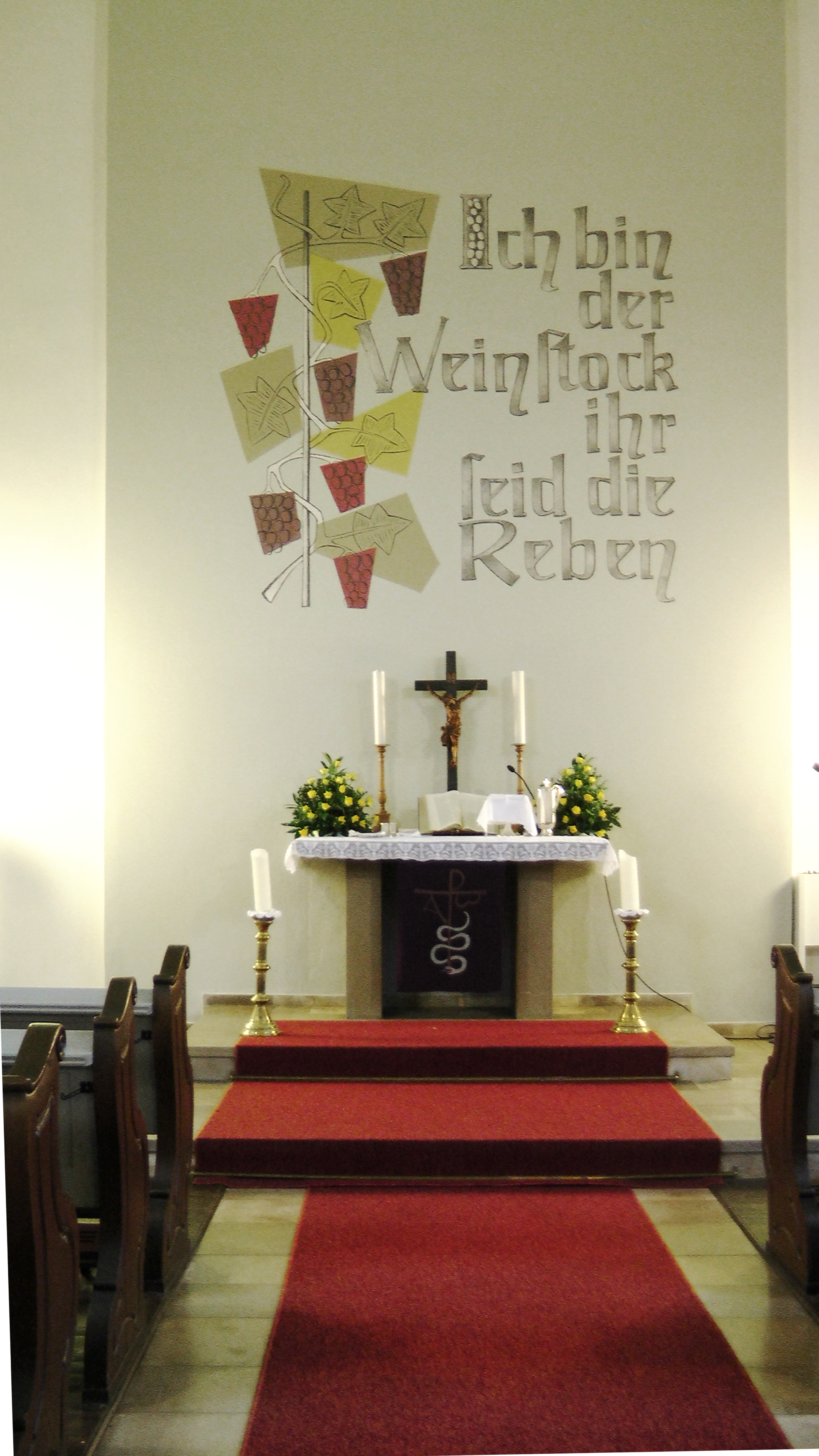
Evangelischer Teil

Nach der französischen Besetzung ab 1680 wurde 1684 durch Erlass bestimmt, dass in Orten mit nur einer Kirche diese beiden Konfessionen gehören sollte. Im Jahr 1775 musste die mittelalterliche Kirche wegen Baufälligkeit abgerissen werden. Die neue Kirche war wieder eine Simultankirche. Sie ist geostet. Ihre Baukosten wurden vom Kurfürsten von der Pfalz zu einem Drittel und von den Grafen von Manderscheid-Blankenheim zu zwei Dritteln getragen. Die Einweihung erfolgte am 1. Advent 1777, getrennt zuerst von der evangelischen und danach von der katholischen Gemeinde. Nach einem Vertrag von 1787 hatten von den 12 Tagstunden die Katholischen das Recht die Kirche 8 Stunden, die Evangelischen das Recht die Kirche 4 Stunden zu nutzen.
Dennoch gab es immer wieder Streitigkeiten über die Nutzungsrechte der Kirche. In den Jahren 1880/87 wurde der Bau einer zweiten Kirche, der in vielen Nachbargemeinden die Simultanverhältnisse ablöste, in Erwägung gezogen, scheiterte aber an der Finanzierung. Nach dem Zweiten Weltkrieg drängte die katholische Seite auf ein Ende des Simultanverhältnisses. Schließlich entschieden sich beide Seiten für eine Aufteilung in eine Doppelkirche im Verhältnis 1/3 evangelisch, 2/3 katholisch entsprechend dem Anteil beim Bau der Kirche 1777. Die Pläne für die Teilung wurden 1955 vom Trierer Baurat Heinrich Otto Vogel erstellt. Der katholische Teil im ehemaligen Kirchenschiff wurde am 25. November 1956, der evangelische am 12. Mai 1957 eingeweiht.
Zur 225-jährigen Kirchweih konnte erstmals ein ökumenischer Gottesdienst gefeiert werden. Er wurde auf der Wiese vor der Kirche von Pastor Leo Ehses und Pfarrer Thomas Berke unter großer Beteiligung der Gemeindemitglieder beider Konfessionen gehalten. Ökumenische Aktionen waren in der Folgezeit 2005 das Anstreichen des Kirchturms auf einem Gerüst bis in 22 m Höhe und 2008 die Erneuerung des Außenanstrichs der Südseite der Kirche und des Chors.

## Baubeschreibung
Die Saalkirche als ganze ist ein verputzter Bruchsteinbau mit Holzdecke in Form eines Spiegelgewölbes und schmalerem, dreiseitig geschlossenem Chor. Sie wurde nach einem Plan des kurfürstlichen Hofbaumeisters Franz Wilhelm Rabaliatti errichtet. Er war süddeutsch-italienischer Abstammung, lieferte auch den Plan für die katholische Kapelle in Mülheim und errichtete an diesen beiden Kirchen die einzigen Zwiebeltürme an der Mosel.
Die beiden ursprünglichen Eingänge an der Südseite sind vermauert, aber durch die Gesimse noch als solche zu erkennen. An der Nordseite der Kirche befinden sich zwei im Zuge der Renovierung von 1956 geschaffene Eingänge, je einer für den evangelischen und den katholischen Teil der Kirche.

## Turm
Der im Westen an die Kirche angebaute Turm bildet mit der Westwand eine Einheit und neigte sich nach einer Messung aus dem Jahr 1956 um 96 cm nach Westen. Das Problem war, dass die Bauleute beim Bau des Kirchturms diesen auf Schiefergestein gründeten. Sie konnten nicht wissen, dass dieser nur 1 m dick war und auf Sand lag. 1957 wurde der Turm mit 6 m tiefen Betonpfeilern unterfangen und bewegt sich seitdem nicht mehr. Er ist zu 1/3 in evangelischem und zu 2/3 in katholischem Besitz.

## Ausstattung

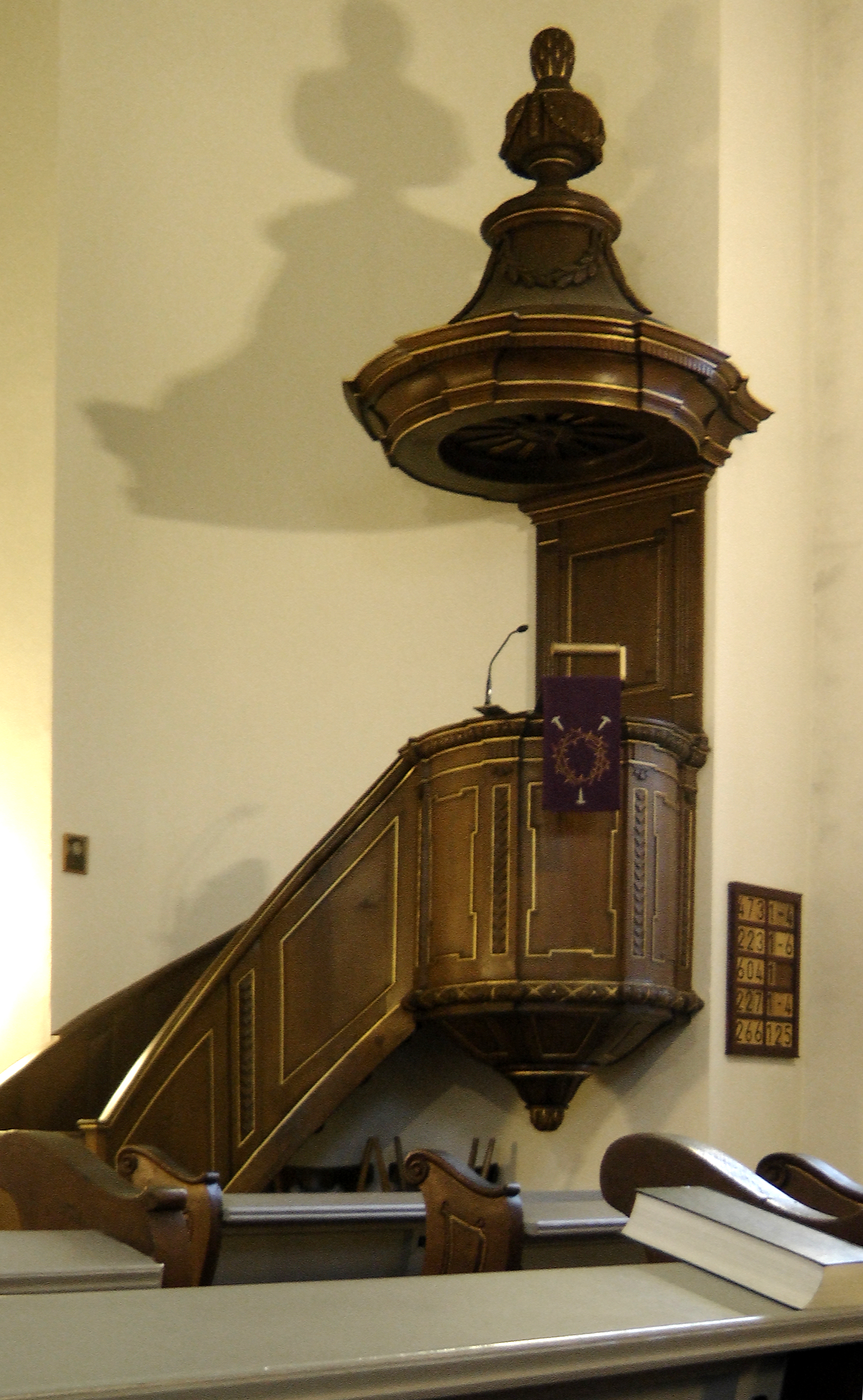
Kanzel im evangelischen Teil der Kirche

Die noch von Hans Vogts 1935 beschriebenen Altäre sind heute nicht mehr vorhanden. Die Wangen des Gestühls wurden aufgeteilt, die Kanzel steht heute im evangelischen Teil der Kirche.

### Ausstattung des evangelischen Teils
Da die ehemalige Chorempore als Orgelempore wiederverwendet wurde, ist der Altar im Westen der Kirche direkt an der Trennwand.
Aus der ungeteilten Kirche wurden die originale 1783 gefertigte, goldverzierte Kanzel aus Eichenholz mit Schalldeckel sowie 1/3 der Wangen der Kirchenbänke übernommen, beide ein Werk des Wittlicher Schreinermeisters Dräger. Der Innenraum wurde von dem Trierer Baurat Heinrich Vogel gestaltet. Der Morbacher Bildhauer Klaus Rothe entwarf im evangelischen Teil den Taufstein mit 17 Taufzeugen und das Wandmotiv über dem Altar „Ich bin der Weinstock und ihr seid die Reben“. Die Orgel von 1969 stammt aus der Orgelwerkstatt Weigle, Echterdingen.

### Ausstattung des katholischen Teils
Der barocke Hochaltar stammt ursprünglich aus Laubach (Eifel) und steht ebenso wie der evangelische Altar an der Trennwand zwischen den Kirchenteilen. Die Kanzel ist eine Leihgabe der Liebfrauenkirche in Bitburg. Die Kreuzwegstationen wurden 1891 gestiftet. 2/3 der Wangen des Gestühls der ungeteilten Kirche wurden in den katholischen Teil übernommen. Die Orgel aus der Werkstatt der Gebrüder Stockmann wurde 1968 eingeweiht.

## Kirchturmuhr

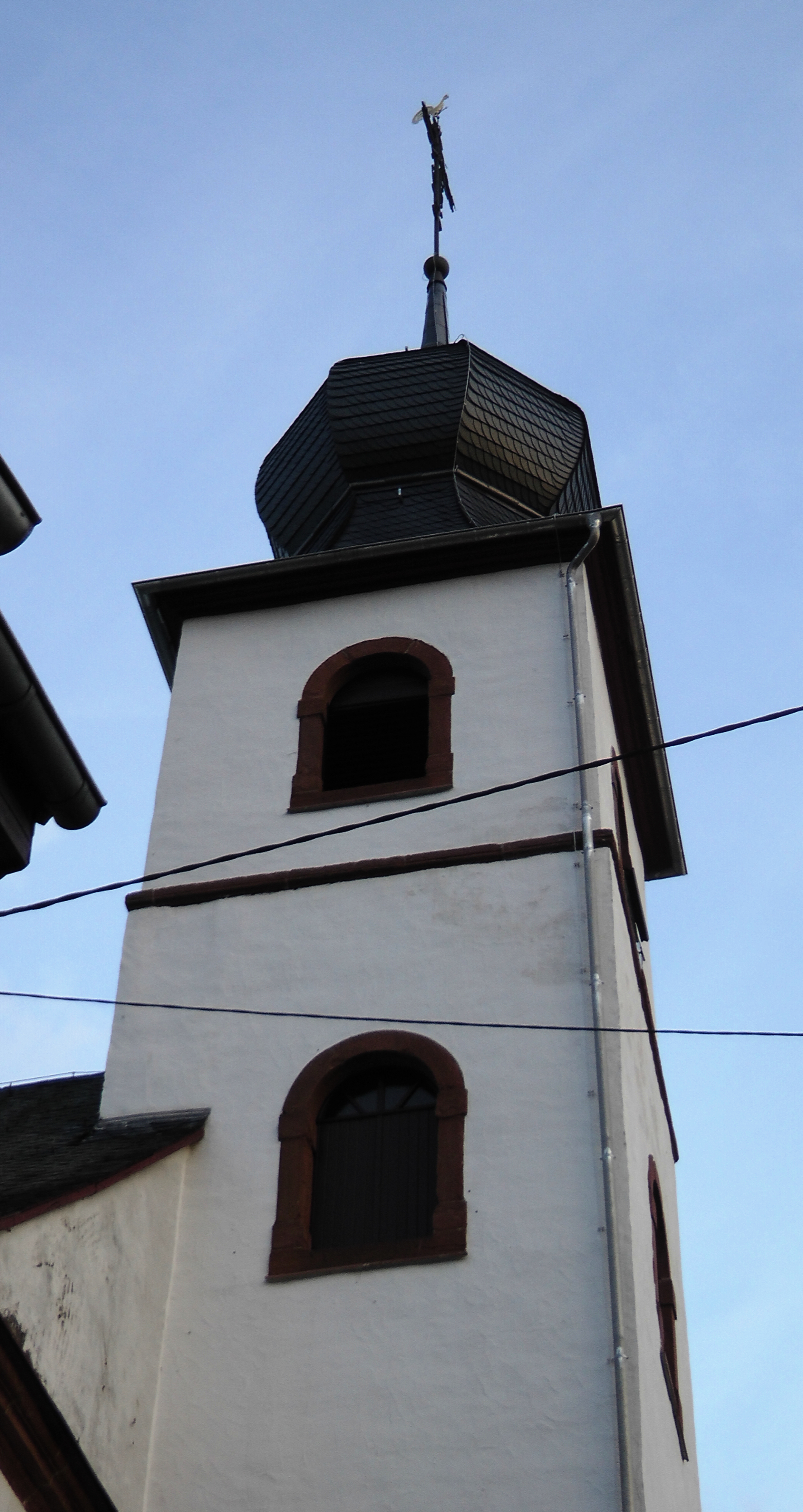
Turm

In Privatbesitz erhalten ist ein Ziffernblatt der Kirchturmuhr aus dem Jahr 1788 in Form einer Schieferplatte, in der die römischen Ziffern eingeritzt und vergoldet sind.
Die aktuelle Uhr wurde 1964 von der Zivilgemeinde, die auch für den Unterhalt der Turmuhr zuständig ist, bei der Firma Höckel bestellt.

## Glocken
Die Glocken werden von beiden Konfessionen genutzt und unterhalten, wobei die Kosten wie bei anderen Gemeinschaftsaufgaben im Verhältnis 1/3 (evangelisch) zu 2/3 (katholisch) geteilt werden.
Die Kirche besitzt 3 Glocken aus der Glockengießerei Mabilon in Saarburg. Die älteste und heute kleinste Glocke wurde 1876 gegossen und ist auf den Ton h gestimmt. Eine weitere Glocke wurde im Ersten Weltkrieg eingeschmolzen. Nach dem Zweiten Weltkrieg hing von 1952 bis 1964 eine 1564 gegossene und ursprünglich aus Schlesien stammende Glocke im Turm, die klanglich aber nicht mit der vorhandenen Glocke harmonierte, sodass 1964 zwei neue Bronzeglocken angeschafft wurden.
Die größere dieser beiden wiegt 800 kg, ist auf den Ton fis gestimmt und hat die Inschrift „GLORIA PATRI ET FILIO ET SPIRITUI SANCTO. EHRE SEI DEM VATER UND DEM SOHN UND DEM HEILIGEN GEISTE.“
Die kleinere Glocke wiegt 480 kg, ist auf den Ton a gestimmt und hat die Inschrift „JESUS CHRISTUS HERI ET HODIE IPSE ET IN SAECULA. JESUS CHRISTUS GESTERN UND HEUTE DERSELBE AUCH IN EWIGKEIT“. Beide Glocken tragen darüber hinaus die Inschrift „KATHOLISCHE UND EVANGELISCHE KIRCHENGEMEINDEN BRAUNEBERG 1964“.
Die Glocken läuten zu evangelischen wie zu katholischen Gottesdiensten und anderen kirchlichen Anlässen.

## Nutzung

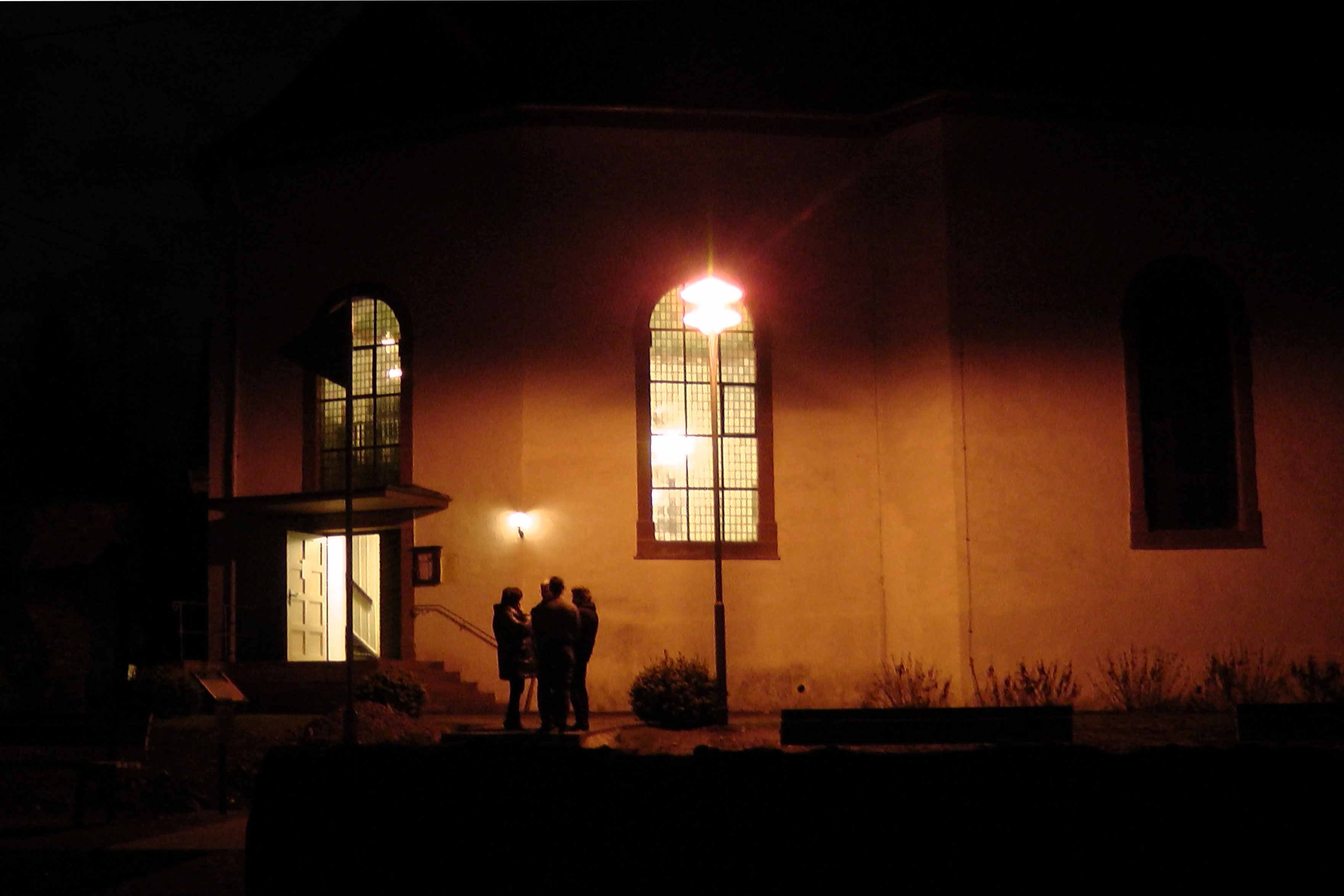
Eingang evangelischer Teil von Norden

Der evangelische Teil der Kirche ist eine Filialkirche der Kirchengemeinde Mülheim (Mosel), die zum Kirchenkreis Trier der Rheinischen Landeskirche gehört. In ihr findet an manchen Sonn- und Feiertagen ein Gottesdienst der lutherisch geprägten Kirchengemeinde in Mülheim statt. Im Sommerhalbjahr ist die Kirche im Rahmen des Projekts Offene Kirche sonntags geöffnet.
Der katholische Teil der Kirche ist die Pfarrkirche der Pfarrgemeinde Brauneberg St. Remigius und wird etwa wöchentlich für Messen und andere kirchliche Veranstaltungen genutzt. Die Pfarrgemeinde besaß bis 1997 einen eigenen Pfarrer. Heute (2015) ist sie Teil der Pfarreiengemeinschaft Rechts und Links der Mosel, das ehemalige Pfarrhaus ist seit 1997 Pfarrbüro.